# Liste der Träger des Verdienstordens des Landes Sachsen-Anhalt
Diese Liste führt die Träger des Verdienstordens des Landes Sachsen-Anhalt auf. 
| Inhaltsverzeichnis: 2007 \| 2008 \| 2010 \| 2012 \| 2014 \| 2015 \| 2017 \| 2018 \| 2019 \| 2020 \| 2021 \| 2022 \| 2023 \| 2024 \| |

## 2007
- Klaus Keitel, Landtagspräsident a. D. (verliehen am 31. Januar 2007)
- Paul Raabe, Direktor der Franckeschen Stiftungen (verliehen am 23. Februar 2007)

## 2008
- Walter Remmers, Minister a. D. (verliehen am 14. Januar 2008)
- Henning Scheich, Direktor des Leibniz-Instituts für Neurobiologie in Magdeburg (verliehen am 14. Januar 2008)
- Georg Graf von Zech-Burkersroda, Dechant des Domkapitels der Stiftung „Vereinigte Domstifter zu Merseburg und Naumburg und des Kollegiatstifts Zeitz“ (verliehen am 8. Oktober 2008)
- Anton Milner, Gründer und ehem. Vorstandsvorsitzender des Solarproduzenten Q-Cells (verliehen am 8. Oktober 2008)

## 2010
- Hans-Dietrich Genscher, Bundesminister a. D. (verliehen am 11. September 2010)
- Ernst Schubert, Kunsthistoriker (verliehen am 11. September 2010)
- Mathias Tullner, Landeshistoriker (verliehen am 11. September 2010)
- Gunter Heise, Geschäftsführer der Rotkäppchen-Mumm Sektkellereien von 1991 bis 2013 (verliehen am 13. Oktober 2010)
- Lothar Petermann, früherer Geschäftsführer der Magdeburger Förderanlagen und Baumaschinen GmbH (FAM) (verliehen am 13. Oktober 2010)
- Rainer Thiele, Geschäftsführer der Kathi Rainer Thiele GmbH (verliehen am 13. Oktober 2010)

## 2012
- Neo Rauch, Maler und Wegbereiter der „Neuen Leipziger Schule“ (verliehen am 1. Juni 2012)
- Heribert Beissel, Leiter des Jugendsinfonieorchesters Sachsen-Anhalt (verliehen am 12. Dezember 2012)
- Hermann Lorenz Gerlinger und Hertha Gerlinger, Würzburg (verliehen am 12. Dezember 2012)

## 2014
- Edda Moser, Kammersängerin, Initiatorin und künstlerische Leiterin des Festspiels der Deutschen Sprache in Bad Lauchstädt (verliehen am 12. September 2014)
- Friedrich Schorlemmer, Pfarrer i. R., Bürgerrechtler, Lutherstadt Wittenberg (verliehen am 31. Oktober 2014)

## 2015
- Wolfgang Böhmer, Ministerpräsident a. D. (verliehen am 14. Oktober 2015)
- Siegfried Boy, Weinbaupräsident, Agraringenieur, Laucha (verliehen am 9. November 2015)
- Norbert Eichler, Bürgermeister a. D., Haldensleben (verliehen am 9. November 2015)
- Johannes Ludewig, Wirtschaftswissenschaftler, Alfter (verliehen am 9. November 2015)
- Jürgen Weißbach, Theologe, Gewerkschafter, Halle (verliehen am 9. November 2015)
- Eckhard Naumann, Politiker, Oberbürgermeister a. D., Lutherstadt Wittenberg (verliehen am 7. Dezember 2015)
- Axel Noack, evangelischer Bischof, Magdeburg (verliehen am 7. Dezember 2015)
- Leopold Nowak, katholischer Bischof, Magdeburg (verliehen am 7. Dezember 2015)
- Michael Schönheit, Organist, Merseburg (verliehen am 7. Dezember 2015)

## 2017
- Petra Wernicke, Politikerin (verliehen am 8. September 2017)

## 2018
- Benno Parthier, Präsident der Wissenschaftsakademie Leopoldina von 1990 bis 2003 (verliehen am 4. Mai 2018)
- Volker ter Meulen, Präsident der Wissenschaftsakademie Leopoldina von 2003 bis 2010 (verliehen am 4. Mai 2018)
- Curt Becker, Politiker, Oberbürgermeister von Naumburg von 1994 bis 2001, Justizminister von 2002 bis 2006 (verliehen wohl im Juni 2018)
- Klaus Erich Pollmann, Wissenschaftler, Rektor der Otto-von-Guericke-Universität Magdeburg von 1998 bis 2012 (verliehen am 5. Juni 2018)
- Günther Schilling, Wissenschaftler, Rektor der Martin-Luther-Universität Halle-Wittenberg von 1990 bis 1993 (verliehen am 5. Juni 2018)
- Sabine von Oettingen, deutsche Künstlerin, Kostüm- und Bühnenbildnerin und Modedesignerin (verliehen am 17. Juli 2018)
- Michael Kempchen, seit 1990 Intendant des Puppentheaters Magdeburg (verliehen am 17. Juli 2018)
- Reiner Schomburg, deutscher Politiker, von 1993 bis 1994 Kultusminister in Sachsen-Anhalt (verliehen am 17. Juli 2018)
- Brocken-Benno (Benno Wolfgang Schmidt), deutscher Rekordwanderer und Harzbotschafter, 8.500facher Brockenaufstieg (verliehen am 25. Juli 2018)
- Siegfried Pank, deutscher Cellist und Gambist, Initiator des Internationalen Viola da gamba Wettbewerbs (verliehen am 7. Oktober 2018)

## 2019
- Wolfgang Kupke, Rektor der Evangelischen Hochschule für Kirchenmusik in Halle von 2000 bis 2017 (verliehen am 8. Oktober 2019)
- Anna-Maria Meussling, deutsche Restauratorin (verliehen am 8. Oktober 2019)
- Manfred Tröger, Gründer der Otto-von-Guericke-Gesellschaft, langjähriger Vorstandsvorsitzender der Otto-von-Guericke-Stiftung (verliehen am 8. Oktober 2019)
- Heinrich Apel, deutscher Künstler, Bildhauer und Restaurator (verliehen im Jahre 2019)
- Friede Springer, deutsche Verlegerin (verliehen am 19. Oktober 2019)
- August Oetker, deutscher Unternehmer der Nahrungsmittelindustrie und Reeder (verliehen am 19. Oktober 2019)
- Gerlinde Kuppe, deutsche Politikerin (verliehen am 25. November 2019)
- Krimhild Niestädt, deutsche Politikerin (verliehen am 25. November 2019)
- Frauke Weiß, deutsche Politikerin (verliehen am 25. November 2019)

## 2020
- Hermann Rappe, Gewerkschafter und langjähriger SPD-Bundestagsabgeordneter (verliehen am 2. März 2020)

## 2021
- Jörg Hacker, Präsident der Leopoldina (verliehen am 23. September 2021)
- Rainer Robra, Staatsminister und Chef der Staatskanzlei des Landes Sachsen-Anhalt (verliehen am 15. Oktober 2021)
- Jens Bullerjahn, Finanzminister des Landes Sachsen-Anhalt von 2006 bis 2016 (verliehen am 8. Dezember 2021)

## 2022
- Hildegard Ramdohr, Langjährige Vorsitzende des Fördervereins zur Restaurierung und Erhaltung der historischen Stadtbefestigungsanlage von Aschersleben e.V. und Ehrenbürgerin von Aschersleben (verliehen am 19. August 2022)
- Konrad Breitenborn, von 1990 bis 1994 Landtagsabgeordneter und langjähriger Präsident des Landesheimatbundes (verliehen am 11. November 2022)
- Karl-Heinz Daehre, Landes- und Kommunalpolitiker (verliehen am 11. November 2022)
- Ragna Schirmer, Pianistin (verliehen am 24. November 2022)
- Ansgar Striepens, Musiker, Komponist und Arrangeur (verliehen am 24. November 2022)
- Alexander Kluge, Filmemacher, Fernsehproduzent, Schriftsteller, Drehbuchautor, bildender Künstler, Philosoph und Rechtsanwalt (verliehen am 24. November 2022)
- Manfred Püchel, deutscher Politiker, Innenminister und Justizminister des Landes Sachsen-Anhalt a. D. (verliehen am 21. Dezember 2022)

## 2023
- Adam Struzik, Marschall der Wojewodschaft Masowien (verliehen am 5. Juli 2023)

## 2024
- Reiner Haseloff, Politiker, Ministerpräsident des Landes Sachsen-Anhalt (verliehen am 19. Februar 2024)
- Michael Ermrich, Kommunalpolitiker und Landrat des Landkreises Wernigerode (verliehen am 11. Dezember 2024)
- Ingrid Häußler, Politikerin, Ministerin für Raumordnung und Umwelt des Landes Sachsen-Anhalt (verliehen am 11. Dezember 2024)
- Cornelia Pieper, Politikerin, stellvertretende Bundesvorsitzende der FDP, Staatsministerin im Auswärtigen Amt (verliehen am 11. Dezember 2024)
- Thomas Webel, Politiker, Vorsitzender der CDU Sachsen-Anhalt, Minister für Landesentwicklung und Verkehr des Landes Sachsen-Anhalt (verliehen am 11. Dezember 2024)
- Wilhelm Polte, Politiker, Oberbürgermeister von Magdeburg (verliehen am 11. Dezember 2024)
- Gabriele Brakebusch, Politikerin, Präsidentin des Landtages von Sachsen-Anhalt (verliehen am 11. Dezember 2024)